# Jeagiloaivi
Jeagiloaivi (finska: Jekiloivi) är ett berg i Finland. Det ligger i Enontekis i landskapet Lappland, i den norra delen av landet, 900 km norr om huvudstaden Helsingfors. Toppen på Jeagiloaivi är 492 meter över havet.
Terrängen runt Jeagiloaivi är huvudsakligen lite kuperad. Trakten runt Jeagiloaivi är nära nog obefolkad, med mindre än två invånare per kvadratkilometer. Närmaste större samhälle är Enontekis kyrkoby, 18,6 km söder om Jeagiloaivi. Omgivningarna runt Jeagiloaivi är i huvudsak ett öppet busklandskap.